# Skateboarden

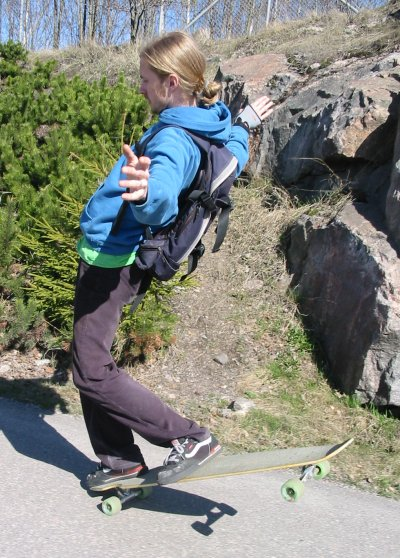
Een nosemanual op een longboard

Skateboarden is van origine een Amerikaanse sport die ontstaan is eind jaren zestig van de 20e eeuw. De sport is ontwikkeld door surfers die surfen wilden op het land, en wordt vaak gelinkt met de jeugdcultuur.
Deze sport wordt beoefend met behulp van een skateboard: een essenhouten plank, met twee trucks en vier wieltjes waar elk twee lagers in zitten. Door zich hiermee voort te bewegen en te springen kan men tal van tricks of stunts uitvoeren. Vooruitrijden doet men al steppend, pushen (zie woordenlijst) of slalommend. Door de populariteit van deze sport zijn er speciale hindernissen gekomen die ook gebruikt worden voor BMX en skaten.

## Geschiedenis
De sport werd in de jaren vijftig aan de westkust van de VS door surfers bedacht, door op land te surfen met onder hun surfboard gemonteerde rolschaatswielen. In het begin bestond de discipline enkel uit rijden, slippen en enkele "eenvoudige" figuren of tricks (uit het Engels voor "truc") zoals de wheelie of over hindernissen springen waarbij de plank eronderdoor dook.
Helemaal in het begin kon men geen kickturns maken omdat het deck geen tail (of nose) had. Later kon het wel.
Tijdens een langdurige droogteperiode in Californië, waardoor mensen hun zwembad leeg lieten staan, vonden de Z-Boys het een goed idee om in de zwembaden te gaan skateboarden waar men tricks bedacht zoals het carven (via verplaatsing van hun gewicht rondjes blijven rijden in bowls), later aangevuld met wheelies die boven de bowls uitstaken. 

Grote namen uit die periode zijn Stacy Peralta (oprichter van een skateboard bedrijf/team Dogtown en de Z-boys dat later opging in Powell-Peralta) en de legendarische onverschrokken Tony Alva, maar ook de iets minder bekende Jim Muir en Shogo Kubo. Stacey Peralta maakte begin 21e eeuw de film Lords of Dogtown over Dogtown and the Z-Boys, die in de filmhuizen draaide.
In de film Back to the Future, waarin het hoofdpersonage Marty McFly terug in de tijd gaat naar 1955, is er een scène waarin hij een karretje afpakt van een meisje, en de bovenkant eraf haalt. Hij hield alleen een houten bord met wielen over. Fans zien dit soms als een fictieve manier hoe het skateboarden is ontstaan.
In het begin waren de boards smal en lang, maar al gauw ging men verschillende stijlen ontwikkelen met aparte boards; in de jaren tachtig steeds bredere voor de verticale disciplines en smallere voor de slalom en freestyle.
Een typisch vertboard in die tijd had nauwelijks een nose, en geen concave.
Een typisch freestyleboard kreeg steeds meer nose, lichtere trucks zoals de magnesium Tracker en ACS 500 en steeds kleinere en hardere wielen.
Een typisch slalomboard in die tijd was een foam/fiberglass (Summerski) of aluminium exemplaar (bv Powell Quicksilver), sterk verend met soms een duikende voorkant vanwege de stroomlijning. Ook G&S was populair met zijn verende sandwich decks: hout-fiberglass-hout of fiberglass-hout-fiberglass.
Met de uitvinding van steeds meer vert tricks kwamen eind jaren negentig vertboards met meer nose, en ook met concave.
Ook de vertwielen werden smaller. Men ontdekte dat de snelste wielen een hoge rebound hadden: een dikke rand oftewel lip.
De slalomskaters ontdekten dat een licht stevig board veel betere resultaten geeft dan een verend exemplaar. Niet alleen hout, maar ook kevlar werden populair vanwege de stevigheid.
Een belangrijk medium voor de sport was Skateboarder Magazine, dat vanaf de jaren zestig van de twintigste eeuw over de hele wereld werd verspreid. De covers geven een mooi beeld van de mode en ontwikkelingen van het skateboarden.
In de jaren zeventig werd er weer een nieuw fenomeen ingevoerd in deze sport. In plaats van met kleien wielen te rijden, vond men er polyurethane uit. Frank Nasworthy, een Amerikaan, stal deze wielen uit de fabriek waar hij werkte. Oorspronkelijk waren dat rolschaatswielen, maar Frank zorgde er dus voor dat deze onder het skateboard pasten, waardoor de skaters sneller gingen. Al gauw werd snelheidsrecord na record gebroken.
Met een aerodynamisch pak en helm brak Gary Hardwick in Fountain Hills (Arizona) (26 september 1998) het downhillrecord met bijna 100 km/u (staand).
Nadat de Belgische autocoureur Jacky Ickx in de jaren zeventig een motorisch aangedreven skateboard ontwikkelde, kwam Billy Copeland op het idee om met een motorisch aangedreven skateboard een record te vestigen (112 km/h op 15 mei 1998). Het huidige downhillrecord staat op 120 km/u (liggend).
Skaten kwam weer in de mode in de jaren tachtig met het streetstyle als hoofddiscipline. Vele aanhangers keerden terug van de ramp naar de straat om er diverse figuren te creëren, die nu worden geklasseerd als old-school (zoals bijvoorbeeld de boneless, no-comply en footplants). Andere disciplines zijn: downhill, parallelle en grote slalom, freestyle, bowl (soort leeg zwembad), ramp (¼ cirkelvormige helling), Hollywood ramp (bowl met plat tussenstuk), hoog- en verspringen (van board op board) en – waar het allemaal mee begon – het cruisen.
Ondanks de soms magere belangstelling en de nog magerder media-aandacht in Europa worden er enkele baanbrekende tricks bedacht:
- jaren zeventig: de aerial – men komt 'los' van de verticale baan (ook air genoemd)
- jaren zeventig: de eerste handplants
- jaren tachtig: (door Alan 'Ollie' Gelfand) de eerste ollie (aerial, sprong zonder het board vast te houden) in de bowl, al gauw gevolgd door de eerste sprong (ollie) over de canyon (=ingang van een bowl). Door de vele variaties die dat baanonderdeel geeft, worden er in de ramps inrijstukken ingebouwd, die als canyon worden gebruikt.
- jaren tachtig: de opkomst van de freestyle, met name door allerlei tricks van Rodney Mullen (de kickflip, 50/50's, de impossible en variaties op de handstand zoals de handstand-kickflip).
- eind jaren tachtig: de skaters brengen de vert tricks zoals ollie en handplants naar de straat, Mike McGill doet voor het eerst de McTwist; een backside 540 air (rotatie in de lucht) in de halfpipe.
- jaren negentig: verschillende gemeentes gaan skateparken bouwen, met name gericht op het streetstyle.
- jaren negentig: handrails komen in de mode – men maakt een ollie op centrale trapleuning die meestal van metaal is, en glijdt naar beneden.
- 2005: Danny Way springt met zijn board uit een helikopter in een skatebaan (maart) en ook nog over de Chinese Muur (juli).
- 2006: De wereldkampioen slalom Giammarco Luca geeft een demonstratie tijdens de openingsceremonie van de Olympische Winterspelen in Turijn.
- 2006: Danny Way, die reeds verschillende records behaalde wat betreft enorm hoge ramps, springt in Las Vegas (Nevada) van 9 meter hoog in een quarterpipe. De vermenging tussen de verschillende skateboard-disciplines gaat ook in de pipe verder door de toevoeging van street-obstakels (banks) op de rand ervan en de uitvoering van kickflips op de transition (=verticaal stuk van de half-pipe).

Door een opmerkelijke vermindering van de mediabelangstelling en een gebrek aan nieuwkomers neemt de populariteit van de sport begin jaren tachtig weer af. Bepaalde pioniers zoals Steve Caballero, Rodney Mullen en Natas Kaupas gingen niettemin verder met skaten en het uitvinden van nieuwe figuren, maar in beperkte kring.
Rond 1988 kwam skateboarden weer in de mode. De discipline had een gebrek aan elan, en de vernieuwing – een zeer belangrijke factor in het skateboarden – was steeds meer nodig. De grote namen van toen, zoals Natas Kaupas en Mark Gonzales begonnen over rails te glijden. Ze geven een nieuwe richting aan het skaten, maar ze blijven op straat. De nieuwe generatie van de jaren tachtig hield zich voortaan bezig met trappen, rails, stoepranden (curbs), enzovoort. Nieuwelingen zoals Ray Barbee, Mike Carrol, Colin McKay en Salman Agah komen erbij. Deze zijn vandaag de dag nog steeds actief, maar staan niet zoveel in de belangstelling van de media.
De Bones Brigade (Caballero, Hawk, McGill, Guerrero) brengt in mei 1989 nog een bezoek aan Scheveningen, Wassenaar, Hengelo en aan Amsterdam om demonstraties te geven samen met de lokale Haagse skaters onder leiding van Richard Krijgsman.
In Duitsland krijgt het skateboarden vaste voet aan de grond door de Titus World Cups, waar zoals verwacht de Amerikanen (bv Christian Hosoi, Ken Park ook de Braziliaan Sergio Negao met een unieke frontside 540) de show stelen. Enkele Baltische Oost-Europeanen verbluffen bij de slalom.
Tussen 1992 en 1994 wordt het skateboarden technischer en minder esthetisch.
Dit is onder andere te wijten aan de minuscule wieltjes en de smalle boards. Deze periode wordt baggy pants and small wheels genoemd ("baggy-broeken en kleine wielen"). Hiermee eindigt de periode van het skateboardmerk "Powell Peralta". Pépé Martinez, Danny Way (tegenwoordig bekeerd tot de pipes) en anderen veroverden de straat: curbs (stoepranden), gaps, enkele rails. Na enkele jaren flips en andere technische figuren te hebben geperfectioneerd, keert het skateboarden terug naar zijn eerste liefde: grote gaps en rails, maar gekoppeld aan een heel nieuwe techniek. In 1998 begint het festival Jamie Thomas.
Bob Burnquist werd in 2005 verkozen tot beste skater aller tijden door op zijn skateboard een loop te maken in een speciale tunnelvormige pipe, waarvan het bovenstuk ontbrak. Tevens was dit record switch.
Ryan Allen Sheckler (geb. 30 december 1989) is tegenwoordig net zo veelbelovend als Tony Hawk en Danny Way destijds. Hij werd 's werelds jongste professional skateboarder in 2003 - toen hij 13 was. Hij heeft op zijn 15e ruim 150 wedstrijden gewonnen, waaronder de X-games en de Gravity Games.
Het skateboarden is nu door reclame en mode veroverd om zijn rebelse imago en veel plaatsen hebben een eigen skatebaan.
Een belangrijke wedstrijd in de skatesport zijn de X Games: het zijn de Olympische Spelen van de extreme sporten.

## Enkele specifieke hindernissen/disciplines

### Oldskool
- Hoge en lage snakeruns
- Banken
- Surfen

### Freestyle
- Handrail: trapleuning
- Hubba: een zeer brede trapleuning waar skateboarders ook normaal op kunnen grinden
- Rail: metalen buis
- Funbox: een meestal houten obstakel, met daaraan vast een handrail en/of curb en/of miniramp
- Stoeprand, curb: rand waar men op kan grinden of sliden
- Manual- of wheeliebox: een blok waar skateboarders wheelie/manual tricks op kunnen doen
- Launcher: een skateschans met een bolling, waar skateboarders zichzelf overheen kunnen "lanceren"
- Kicker: een schans zonder bolling
- Quarterpipe: een halve halfpipe
- Drive: twee schansen met een middenstuk, bedoeld om overheen te springen
- Spine: twee quarters achter elkaar, verschillend van hoogte (Soms zijn deze in bowls ingebouwd, zoals in Kortrijk, en zijn deze 2-3 meter hoog).
- Hip transfer: twee schansen of quarterpipes in een hoek van 90 graden naast elkaar
- Wall: een heel grote quarter

### Streetstyle
- Streetstyle wordt altijd gedaan op vlakke grond zonder hellingen (ook wel flatground of flatland genoemd)

### Hoogspringen, verspringen
- Vlakke plekken, bijvoorbeeld van asfalt, beton of marmer. Geen halfpipes en quarterpipes.

### Slalom
- Flauwe en ook steile hellingen
- Vlak terrein met ergens een helling voor de beginsnelheid
- Snakerun (zie woordenlijst)

### Cruisen
- Asfaltstraten, bij voorkeur met steile hellingen

## Enkele streetstyle tricks
OllieSpringen door middel van poppen (het naar beneden duwen van de tail met de achterste voet) en het naar de voorkant (nose) schuiven met de voorste voet; dit kan rijdend en stilstaand. Deze truc werd bedacht door Allen Gelfand en veel trucs zijn erop gebaseerd.
GrindenMet het board over een voorwerp heen "glijden". Dit wordt met de trucks gedaan. Met de nose, tail of het midden van het board over de rail glijden wordt 'sliden' genoemd.
Crooked grindEen nosegrind waarbij de tail 20 tot 60 graden naar buiten wijst. Wanneer de skateboarder van de rechterkant komt aanrijden en een nosegrind begint, gaat de tail 20 tot 60 graden naar rechts.
Grab tricksMet de handen het skateboard vastpakken en zo door de lucht vliegen.
KickflipTijdens een ollie het board horizontaal om zijn as laten draaien door het sliden met de voet naar de buitenkant. Deze trick werd bedacht door Rodney Mullen.
Manual en One Wheel ManualBij een manual balanceert een skateboarder op de twee achterste wielen door naar achteren te leunen. Tijdens een manual mag de nose niet op de grond komen. Bij een manual rijdt de skateboarder op twee wielen en bij een wheelie (ook wel One-Wheel Manual genoemd) rijdt hij maar op één wiel. Wheelies en manuals kunnen ook op de voorkant van het board worden gedaan. Dit is een stuk moeilijker en ze worden nose-manual of -wheelie genoemd.
Back- en frontside 180Een ollie waarbij de skateboarder 180 graden met het board draait. (Wordt vaak afgekort tot Bs of Fs.) Gevorderde skaters combineren ze vaak met fliptricks.
360° flip (tre flip)Een deck horizontaal 360 graden laten draaien in combinatie met een kickflip. Deze truc ziet er indrukwekkend uit en veel beginners willen hem daarom leren.
DarkslideMet de wielen naar boven en met de griptape naar onder over een rail of ledge sliden.
Pop shove-itHierbij maakt de skateboarder een pop met de tail en draait het board 180 graden. Zelf draait hij niet, in tegenstelling tot bij een back- of frontside 180.
HeelflipHet board tijdens een ollie de andere kant dan een kickflip laten draaien.
360-shove-itHet board 360 graden in de lucht laat draaien zonder flip erbij.
HardflipEen frontside pop shove-it uitgevoerd in combinatie met een kickflip.
Backside heelflipEen backside 180 in combinatie met een heelflip.

## Tricks
Alle tricks vinden plaats op of boven de rand van een ramp, quarterpipe of halfpipe, tenzij anders aangegeven. Het is de bedoeling dat de skateboarder landt met de voeten op het board en rijdend in de juiste richting.

### Naar soort
BacksideAls tijdens de draai het gezicht naar de quarter of halfpipe is gericht.
BonedAls je alle moeite doet om alléén het board zo hoog mogelijk voor je te houden tijdens een trick.
FrontsideAls tijdens de draai het gezicht naar buiten de baan is gericht.
Lean air, lien airTijdens een frontside air beide knieën extreem buigen, zodat de wielen naar beneden wijzen.
LiptricksMet het board op de rand balanceren, sliden of grinden.
SadAls je alle moeite doet om alléén de nose van het board zo hoog mogelijk te houden tijdens een trick.
StalefishAls het board wordt beetgepakt met de hand achter de benen langs.
To fakieAls de skateboarder, nadat hij de trick heeft gedaan, 'achteruit' rijdt. Dit gebeurt bijvoorbeeld wanneer een quaterpipe wordt opgereden.
Backside skurtslide (ook wel de greenslide genoemd)Een handstand doen op een speciaal obstakel genaamd püni (spreek uit poenie) terwijl je ook grindt tegen een bolvormig oppervlak. Dit is een zeer lastige truc, vernoemd naar de skateboardlegende Japernell uit Spijkenisse van de skateboardgroepering Dirty Green uit de jaren 90. De truc kan alleen op bepaalde locaties uitgevoerd worden, doordat de obstakels aan enkele belangrijke voorwaarden moeten voldoen.

### Naar naam
720° en 900°720- en 900-gradenvarials.
Air walkTijdens een varial een rennende beweging maken.
BluntTot vlak over de rand rijden, waarbij de achterste/onderste wielen op de coping/rand rusten. Dan, met snel voetenwerk, het board weer terug in de pipe krijgen. Varianten: nose-blunt, blunt to fakie, halfcab blunt, kickflip blunt.
Caballerialfakie 360° ollie (dus ook to fakie). Voor het eerst gedaan door Steve Caballero, later freestyle gedaan door Rodney Mullen.
Christ airTijdens een backside air beide benen los van het board, terwijl de armen (met het board vast) gestrekt worden – het lijkt op een Christusbeeld, vandaar.
Egg-plantTijdens een handplant beide knieën extreem buigen.
FlipTijdens een trick het board laten draaien om de horizontale (lengte)as.
Frontside handplantZelfde als de handplant, met het gezicht en de borst naar de kant van de baan toe.
FootplantEén voet op de rand houden terwijl het board een boog maakt, waarna weer op het board gesprongen wordt – ook frontside mogelijk.
Gay twist360-graden-aerial.
GrapefruitAls het board (op het achterste wiel na) kort (backside) op de zijkant van de coping rust.
HandplantEén hand op de rand van de baan houden, met het board omhoog tegen de voeten.
Judo airTijdens een backside air het voorste been naar achteren strekken in het verlengde van het lichaam.
MadonnaTijdens een frontside air het voorste been naar achteren strekken, net alsof men een footplant wil maken.
McTwist540-gradenbackflip (door Mike McGill).
Method airTijdens een backside air beide knieën extreem buigen, zodat de wielen naar boven wijzen.
Rocket airTijdens een backside air het voorste been naar achteren strekken totdat hij op de tail staat.
SadplantTijdens een handplant de achterste voet naar achteren strekken en de voorste voet met het board naar voren strekken.
Scary walkZelfde als hierboven maar dan eng kijken (!).
SmithvertTijdens een handplant gedraaid 'staan'.
VarialTijdens een trick het board laten draaien om de verticale as zonder zelf mee te draaien.
Er is nog iets 'vreemds' aan de hand met de voortbeweging van een skateboard (vooral bij cruisers en slalommers), wat stuntfietsers ook ervaren: het pomp-effect. Als er ritmisch 'heen en weer bewegend in flauwe bochtjes' wordt gereden, blijkt het board uit zichzelf snelheid te maken. Een vreemd fenomeen, want met een beetje wind mee kunnen skateboarders op die manier een behoorlijke snelheid houden, zonder te steppen.

## Verklarende woordenlijst (geen tricks)
- Bail - het besluit om een trick niet af te maken.
- Bowl/pool - een leeggelopen zwembad of (tegenwoordig) een zwembadvormige skateboardbaan.
- Canyon - inrijdstuk van een bowl of pipe.
- Coping - de rand van een baan, waar de meeste tricks worden gemaakt.
- Cruisen - het rijden op straat in een surfachtige stijl.
- Curbs - stoepranden (ook kunstmatig).
- Downhill - het zo snel mogelijk van een lange, schuine helling af rijden, meestal met bochten.
- Elbow-pads - elleboogbeschermers.
- Flatland - tricks doen op een vlak terrein.
- Griptape - tape die aan één kant stroef is, waardoor de voeten houvast hebben op het skateboard.
- Goofy-foot - de rechtervoet is de voorste voet, er wordt afgezet met de linkervoet.
- Grinden (spreek uit: grainden) - een trick maken, waarbij de trucks van het skateboard over de coping/rail/curb schuren en een schurend geluid maken. Heel soms zijn zelfs vonken te zien.
- Handrail - de (meestal metalen) leuning van een trap.
- Halfpipe- een skateboardbaan die bestaat uit een halve buis met een vlak tussenstuk; ook wel twee quarterpipes die tegenover elkaar staan met een verticaal gedeelte.
- Knee-pads - kniebeschermers.
- Lagers - onderdeel van een skateboardwiel dat er met kleine kogeltjes voor zorgt dat het wiel kan draaien om zijn as.
- Miniramp - een skateboardbaan die bestaat uit een halve buis met een vlak tussenstuk; ook wel twee quarterpipes die tegenover elkaar staan.
- Nosepad - zie Tailpad, maar dan op de nose van het board.
- Pumpen - een manier van snelheid maken op een miniramp, halfpipe of bowl/pool; op het juiste moment door de knieën gaan en zijn gewicht verplaatsen, zodat snelheid wordt gemaakt zonder te steppen.
- Quarterpipe (vertaald kwart-pijp) - ¼ deel van een buis, waar skateboarders tegenaan en omhoog kunnen rijden en dan tricks kunnen uitvoeren.
- Ramp (spreek uit remp) - een kleine halfpipe, maar groter dan een miniramp.
- Regular-foot - de linkervoet is de voorste voet, er wordt afgezet met de rechtervoet.
- Slalom - met een skateboard zo snel mogelijk tussen poortjes (kegels, blikjes) doorrijden.
- Slider bar - (1) een kunststof staaf, die aan een street- of vertboard wordt vastgemaakt, tegen het beschadigen van het board; (2) een meestal metalen en soms schuine rand waar de skateboarder tricks op kan doen, zoals slides.
- Snakerun - een betonnen of asfaltbaan in de vorm van een slang, waarbij de zijkanten omhoog staan. "Rechte" snakeruns bestaan ook.
- Steppen - net als met een step, met één voet afzetten en met de andere voet op het board blijven staan.
- Streetskaten - tricks doen op straat en/of gebruikmaken van al dan niet kunstmatig straatmeubilair.
- Tailpad oftewel remblok - houten of kunststof blokje dat soms aan de onder/achterkant van een board wordt bevestigd.
- Transition - het gebogen gedeelte van een ramp.
- Vert - (1) verticaal oftewel de half-pipediscipline. Sinds de jaren tachtig is het ook letterlijk te nemen: tegen muren omhoog rijden, al dan niet met hulp van een ramp; (2) het verticale deel van een pipe.
- Wrist-pads - polsbeschermers.

## Fotogalerij

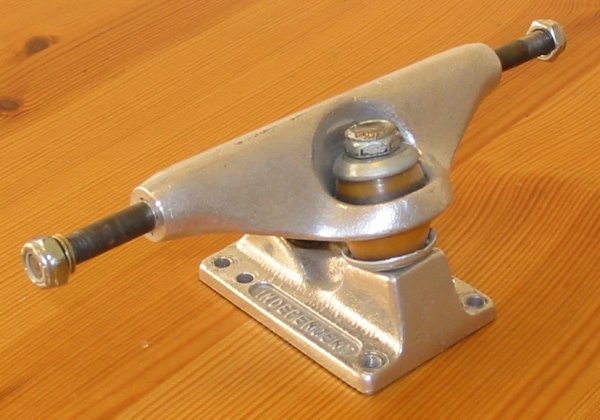
Independent skateboard truck
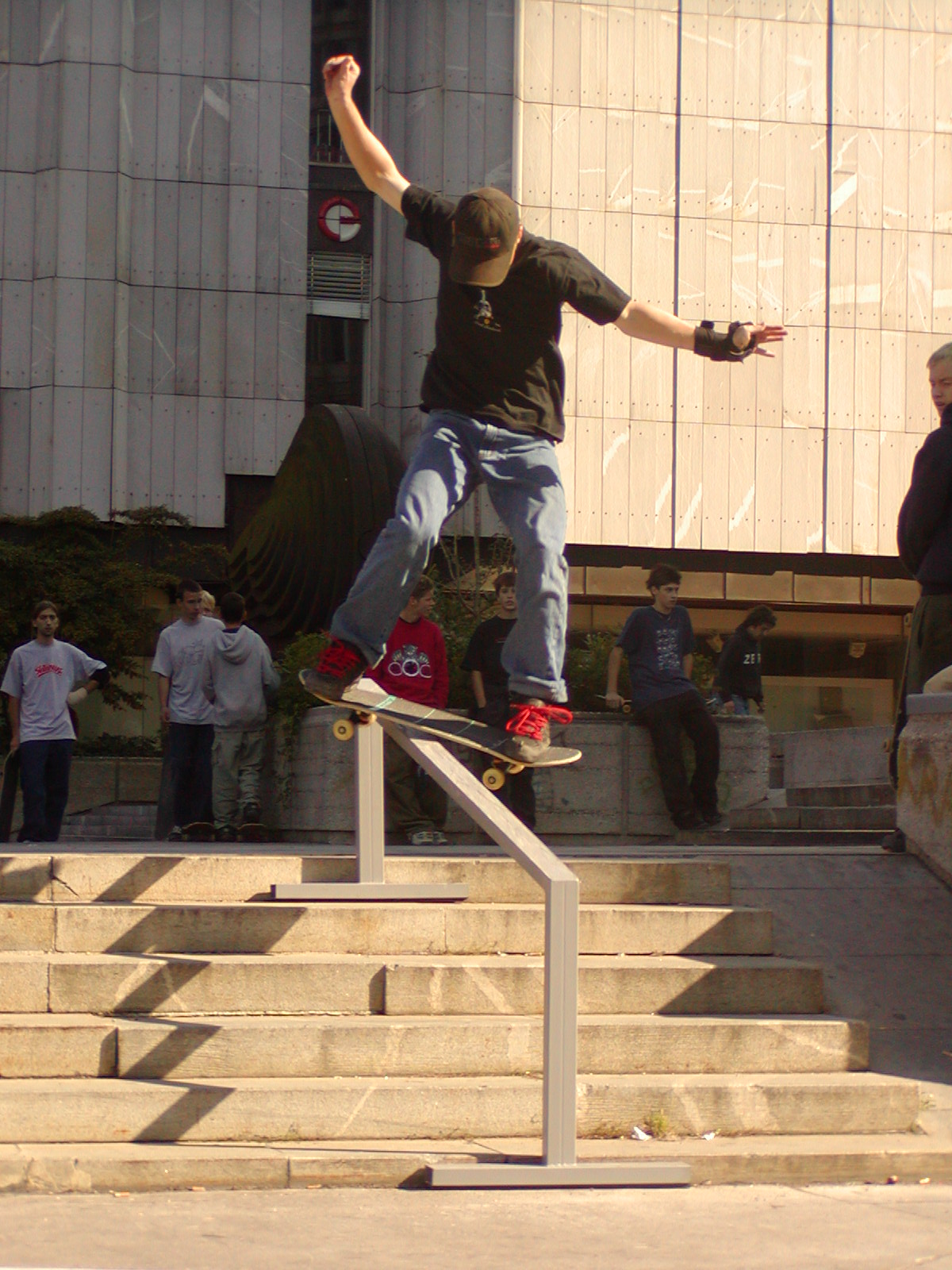
Handrail: Frontside Lipslide
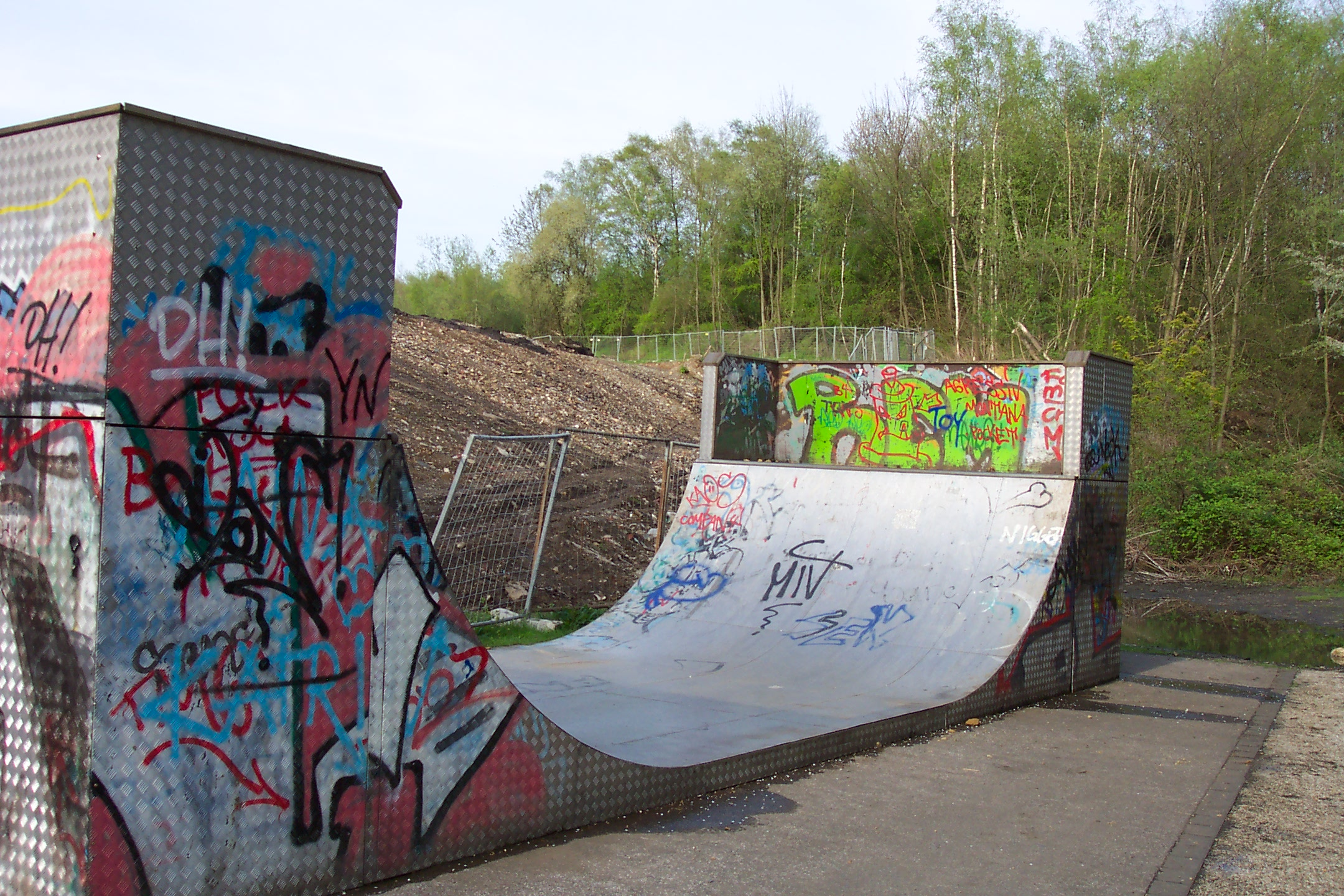
Smalle Hollywood ramp - Locatie: Eulenkopfweg, Wuppertal, Duitsland
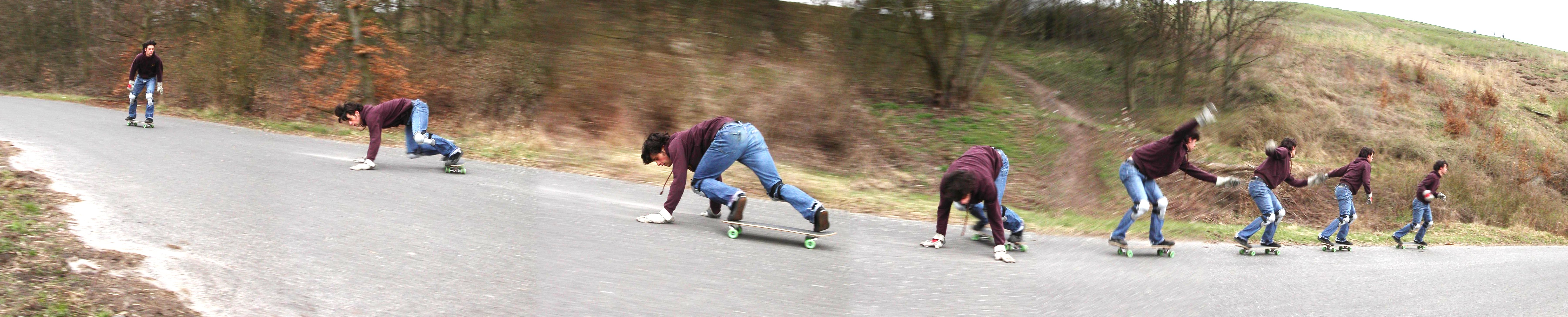
Pendulum slide - Locatie: Teufelsberg, Berlijn
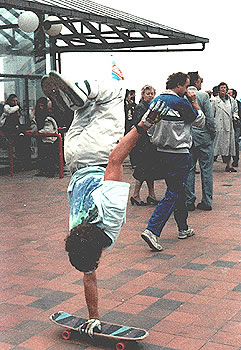
Handstand, Hans Smit, Scheveningen
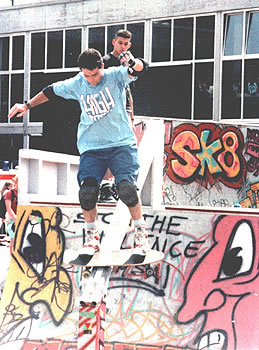
Handrail, WK, Münster 1989
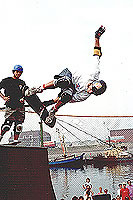
Stalefish, Mike McTwist McGill, Scheveningen 1989
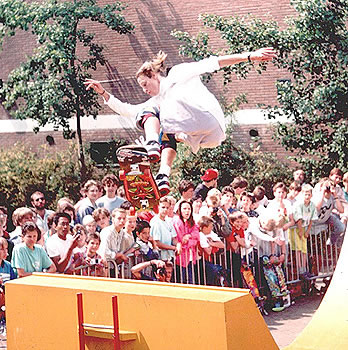
Ollie, Tony Hawk op de miniramp, Wassenaar 1989
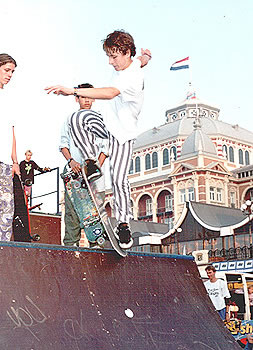
Blunt, Dirk Winkelman, Scheveningen
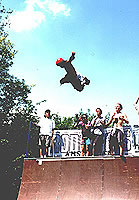
Method air, Steve Caballero, Amsterdam 1989
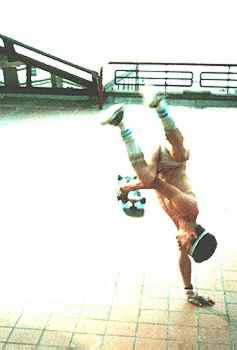
Rail to handstand met board-draai, Hans Lucas, Scheveningen
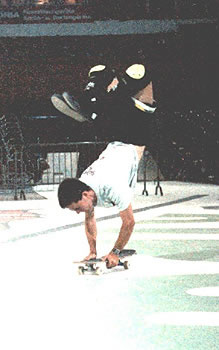
Parallelle oftewel Engelse handstand, WK, Münster 1987. Daryl Grogan maakt gelijk hierna een flip waarna hij met zijn voeten op het board landt...
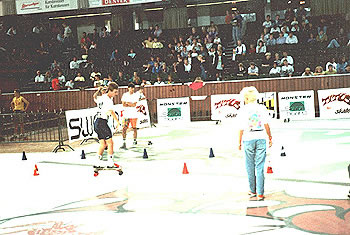
Parallelle oftewel tight slalom, WK, Münster 1987
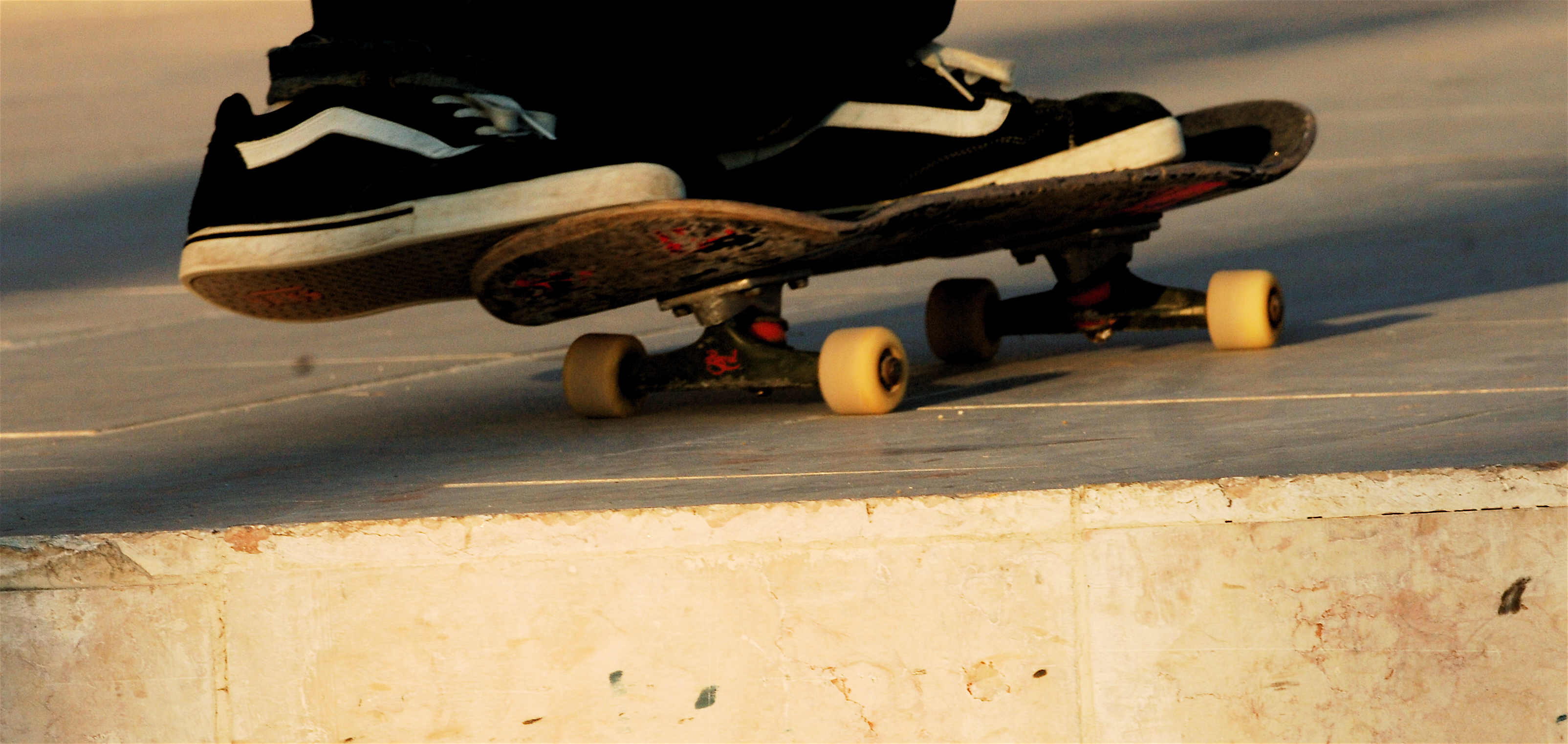
Skateboarder